# Världsmästerskapen i bågskytte 1933
Världsmästerskapen i bågskytte 1933 arrangerades i London i Storbritannien mellan den 31 juli och 5 augusti 1933.

## Medaljsummering

### Recurve
| Event                          | Guld                   | Silver                | Brons                   |
| Herrarnas individuella tävling | Donald MacKenzie (USA) | Emil Heilbron (SWE)   | Georges de Rons (BEL)   |
| Damernas individuella tävling  | Janina Kurkowska (POL) | Louisa Sandford (GBR) | Marja Trajdosowna (POL) |
| Herrarnas lag                  | Belgien                | Storbritannien        | Frankrike               |
| Damernas lag                   | Polen                  | Storbritannien        | Ingen utsedd            |

### Medaljtabell
| Pl. | Nation         | Guld | Silver | Brons | Totalt |
| --- | -------------- | ---- | ------ | ----- | ------ |
| 1   | Polen          | 2    | -      | 1     | 3      |
| 2   | Belgien        | 1    | -      | 1     | 2      |
| 3   | USA            | 1    | -      | -     | 1      |
| 4   | Storbritannien | -    | 3      | -     | 3      |
| 5   | Sverige        | -    | 1      | -     | 1      |
| 6   | Frankrike      | -    | -      | 1     | 1      |